# Tous (kommun)
Tous är en kommun i Spanien.   Den ligger i provinsen Província de València och regionen Valencia, i den östra delen av landet, 300 km sydost om huvudstaden Madrid. Antalet invånare är 1 301. Arean är 128 kvadratkilometer. Tous gränsar till Alzira, L'Alcúdia, Benimodo, Carlet, Catadau, Guadassuar, Sumacàrcer, Millares, Navarrés, Quesa och Dos Aguas. 
Terrängen i Tous är huvudsakligen kuperad, men österut är den platt.